# نان قندی
نان قندی یک نان سنتی ایرانی است، که شامل شکر، آرد و سایر مواد خمیری است. این نان به دلیل حاوی شکر، طعم شیرینی دارد که اغلب با چای خورده می‌شود.

## مقدار مواد لازم
| عنصر         | مقدار            |
| ------------ | ---------------- |
| آرد سفید     | ۱ پیمانه         |
| شکر پودری    | ۱/۳ پیمانه       |
| بیکینگ پودر  | ۱ قاشق چایخوری   |
| پودر هل      | ۱/۸ قاشق چایخوری |
| تخم‌مرغ       | ۱ عدد            |
| روغن گیاهی   | ۳ قاشق غذاخوری   |
| دانه‌های کنجد | به میزان لازم    |

طرز تهیه

1. روغن و شکر را در یک کاسه بزرگ ترکیب کنید.
2. نصف فنجان (۶۰ میلی لیتر) آب را اضافه کنید و پیوسته با هم مخلوط کنید.
3. بیکینگ پودر و پودر هل را اضافه کنید و به خوبی هم می‌زنید.
4. در حین هم زدن، آرام آرام آرد را به کاسه اضافه کنید.
5. خمیر را تنها یک دقیقه یا کمتر باز کنید تا تمام مواد به خوبی مخلوط شوند. (خمیر نیازی به باز کردن معمولی ندارد)
6. خمیر را به دو قسمت تقسیم کنید و به هر شکلی که می‌خواهید باز کنید.
7. خمیر را به یک سینی کوکی که خوبی آردی شده است منتقل کنید.
8. سوراخ‌هایی (یک اینچ فاصله دار) در خمیر ایجاد کنید.
9. سطح را با تخم‌مرغ هم‌زده شده مخلوط کنید.
10. روی آن با دانه‌های کنجد تزیین کنید.
11. فر را به دمای ۲۰۴ درجه سانتیگراد قبل از استفاده گرم کنید و «نون قندی» را به مدت ۲۰ دقیقه یا تا زمانی که طلایی شود بپزید.